# Marcianus bizánci császár
Marcianus, görögösen Markianosz (Illyricum, 392/396 körül – Konstantinápoly, 457. január 27.) keletrómai császár volt 450-től haláláig.

## Karrier
Alacsony sorban, valamikor 390-392 körül született Thracia vagy Illyricum vidékén. Első állomáshelye a thrakiai Philippopolisz (Plovdiv) volt. Az alán Ardabur, majd fia, a nagyhatalmú Flavius Ardabur Aspar alatt szolgált hosszú időn keresztül, és magas rangokra emelkedett. A 421-422-es perzsák elleni hadjáraton részt vett ugyan, de úgy tűnik, hogy Lükia vidékén megbetegedett, így nem vett részt a harcokban. Hamarosan Aspar segédtisztje (domesticus) lett, ami nyilvánvalóan arra mutat, hogy kitüntetett figyelemben részesült az alán hadvezértől. A 430-as évek elején részt vett az afrikai, vandálok elleni harcban és fogságba esett Hippo Regiusnál. A valószínűleg későbbi krónikások által alkotott történet szerint Geiserich vandál király csak azután engedte szabadon, hogy megeskette: többé nem harcol a vandálok ellen. Így is történt.
Marcianus kiszabadulva a testőrgárda tisztje, végül senator lett Konstantinápolyban. Ekkor már ismert és népszerű volt. II. Theodosius halálakor, 450-ben már özvegy ember volt: első feleségétől, Euphemiától született lánya, Aelia Marcia Euphemia nem sokkal trónra lépése után Anthemius nyugatrómai császár felesége lett.
II. Theodosius halála után a kormányzat ügyeit régóta vezető nővére, a már fivére életében augustává nyilvánított Pulcheria került trónra. Ő azonnal házasságot kötött Marcianusszal – szüzességi fogadalmát fenntartva –, amivel elnyerte a Aspar támogatását is, és megerősítette saját pozícióját. Egyik első rendelkezésük az volt, hogy az elhunyt császár veszélyes kegyencét, Khrüszaphioszt kivégeztették. Aspar Marcianus idején nyerte el a patriciusi rangot, Ardabur nevű fiát pedig ekkor nevezték ki a keleti területek főparancsnokává.

## Marcianus uralkodása
Marcianus megreformálta a pénzügyeket, így népszerűsége egyre nőtt. Lejjebb szállította az adókat, de egyúttal az udvar kiadásait is, és eltörölte a gleba vagy follis nevet viselő tulajdonadót, amely elsősorban a gazdagokat sújtotta. Szintén nekik kedvezett, amikor a kényelmetlen, sok kiadással járó praetori hivatal viselése alól könnyebb kitérési lehetőséget biztosított, illetve mérsékelte a fizetendő költségeket (ezentúl azok, akik vidéken éltek, nem voltak kötelesek a fővárosi tartózkodásra kötelező címet elfogadni; a különböző játékok, ünnepségek megrendezésének költségeit pedig a császár rendelkezésére ezentúl a consulok is viselték).
456-ban ismeretlen oknál fogva súlyos büntetéssel sújtotta a Hippodrom zöld csapata köré szerveződött politikai csoportosulást. A Zöldek ugyanis tiltakoztak a Kékeknek biztosított túlzott támogatás ellen, mire Marcianus három évre eltiltotta őket minden tisztség viselésétől.
Ebben az időben viszonylag gyakoriak voltak az olykor egész városokat elpusztító földrengések, és a császári kincstár mindig előzékenyen segítséget nyújtott az újjáépítéshez. Még így is mintegy 100 000 fontnyi aranyat hagyott hátra halála után.
A császár hű felesége, Pulcheria 453-ban hunyt el, az idős Marcianus pedig 457-ben követte. Halálának oka valószínűleg egy üszkösödő seb volt a lábán. Állítólag még halál éjszakáján is részt vett egy hosszú körmeneten. Az ortodox vallás mindkettejüket (a katolikus egyház csak Pulcheriát) szentként tiszteli, közös ünnepük február 17-én van.

## Vallásügyek
A mélyen vallásos, ortodoxiához ragaszkodó Marcianus egyik első intézkedése volt, I. Leó pápa még II. Theodosiusnak intézett felhívására összehívta a negyedik egyetemes zsinatot Khalkédón városába (451). Marcianus uralkodása alatt végig levelezett Leó pápával, akivel igyekezett együttműködni. A zsinat mind a nesztoriánusokat, mind a monofizitákat elítélve megfogalmazta Krisztus két tökéletes és oszthatatlan, egymással össze nem keverhető természetének a dogmáját. A duofizita főváros ezzel ellentétbe került a keleti tartományokkal – elsősorban Szíriával és Egyiptommal – melyek immár vallási ütőkártyát is szereztek politikai harcaikhoz. (Egyiptomban a monofizita Dioszkorosz pátriárka már Marcianus trónra kerülésekor megpróbálta elérni, hogy ne ismerjék el a hatalmát – sikertelenül. Mindazonáltal a császárnak utolsó éveiben súlyos zavargásokkal kellett megbirkóznia keleten.)
Ezzel párhuzamosan Rómával szemben is megerősítették Konstantinápoly vallási súlyát: a 28. kánon kimondta, hogy Róma püspökét tiszteletbeli elsőbbség illeti csupán, egyébként egyenrangú a keleti főváros pátriárkájával. Az határozat a későbbi egyházszakadás alapjait vetette meg.

## Katonai ügyek
Marcianus a takarékosság jegyében megtagadta az évi sarc fizetését a hunok felé, akik ekkor nyugaton voltak lekötve. Ezzel nem csak rengeteg pénzt takarított meg, hanem helyreállította a birodalom súlyosan megtépázott méltóságát is.
Attila hun király halálával 453-ban szétesett a Hun Birodalom, és újabb népvándolási hullám indult meg nyugat felé. Ez már a nyugati birodalomfél pusztulását hozta, de keleten is érezhető hatásokkal járt: megerősödött a germán elem a hadseregben, hasonlóan a döntően erre támaszkodó Aspar hatalmához. Ezért is történt az, hogy Marcianus nem törődött a nyugati birodalomfél agóniájával (sem a 452-es hun, sem a 455-ös vandál támadás ellen nem nyújtott segítséget). A császár az addig hun függésben élő népek közül a keleti gótokkal szövetkezett, akiket szövetségesként letelepített Thrakiában, Illyricumban és Pannonia területén (454).
Keleten nagyobb összecsapásokra nem került sor. Szíriát a szaracénoktól, Egyiptomot a blemmik támadásaitól kellett megvédelmezni, illetve a vallási színezetű csetepaték állandósultak.